# Сосновка (Мішкинський район)
Сосно́вка (рос. Сосновка, башк. Сосновка) — присілок у складі Мішкинського району Башкортостану, Росія. Входить до складу Большесухоязовської сільської ради.
Населення — 615 осіб (2010; 633 у 2002).
Національний склад:
- марійці — 93 %